# Marquesado de Uztáriz
El Marquesado de Uztáriz es un título nobiliario español creado el 14 de mayo de 1739 por el rey Carlos III, siendo aún rey de las Dos Sicilias a favor de Casimiro de Uztáriz y Asuara, teniente general de los Reales Ejércitos. Era hijo de Gerónimo de Uztáriz y Herniága y de María Francisca de Asuaga y Van Sassegen.
Este título fue reconocido como Título de Castilla, por el rey Felipe V. Fue rehabilitado en 1922 por el rey Alfonso XIII a favor de José Ignacio Vaillant y Tordesillas, VI marqués de Candelaria de Yarayabo, que se convirtió así en el IV marqués de Uztáriz.

## Marqueses de Uztáriz
|                                 | Titular                             | Periodo                  |
| Creación por Carlos III         | Creación por Carlos III             | Creación por Carlos III  |
| ------------------------------- | ----------------------------------- | ------------------------ |
| I                               | Casimiro de Uztáriz y Azuara        | 1739-11 de abril de 1751 |
| II                              | Jerónimo Enrique de Uztáriz y Tovar | -1809                    |
| .                               | .                                   |                          |
| Rehabilitación por Alfonso XIII |                                     |                          |
| IV                              | José Ignacio Vaillant y Tordesillas | 1922-1955                |
| V                               | Fernando Vaillant y González        | 1959- ?                  |
| VI                              | José Ignacio Vaillant y Hormaechea  | 2007-actual titular      |

## Historia de los Marqueses de Uztáriz
- Casimiro de Uztáriz y Azuara, I marqués de Uztáriz. Le sucedió, de su hermano Luis Gerónimo de Uztáriz y Azuara y de su esposa Melchora María de Tovar y Mixáres, el hijo de ambos, por tanto su sobrino:

- Jerónimo Enrique de Uztáriz y Tovar (1735-1809), II marqués de Uztáriz. Fue tutor y protector de Simón Bolívar a quién acogió en su palacio de Madrid y le formó en las ideas liberales.

1. Casó con María Lorenza Arnaviscar y Monroy.

Rehabilitado en 1922 por:
- José Ignacio Vaillant y Tordesillas (f. en 1955), IV marqués de Uztáriz, VI Marqués de Candelaría de Yarayabo.

1. Casó con Elvira González y González-Jonte. Le sucedió, en 1959, su hijo:

- Fernando Vaillant y González, V marqués de Uztáriz.

1. Casó con Gema de Hormaechea y de Arenaza. Le sucedió, en 2007, el hijo de su hermano José María Vaillant González (f. en 1980) VII marqués de Candelaria de Yarayabo, que había casado con María Aránzazu Hormaechea y de Arenaza, por tanto su sobrino:

- José Ignacio Vaillant y Hormaechea, VI marqués de Uztáriz, VIII marqués de Candelaria de Yarayabo.[3]